# Catocala circe
Catocala circe là một loài bướm đêm trong họ Erebidae.